# سیارک ۱۳۳۹۵
سیارک ۱۳۳۹۵ (به انگلیسی: 13395 Deconihout، نامگذاری:1999RH35) سیزده هزار و سیصد و نود و پنجمین سیارک کشف شده‌است که در ۱۰ سپتامبر ۱۹۹۹ کشف شد.
قدر مطلق سیارک برابر ۱۴٫۶۰ است.